# Gäddtjärnen (Hanebo socken, Hälsingland, vid Bursjön)
Gäddtjärnen är en sjö i Bollnäs kommun i Hälsingland och ingår i Hamrångeåns huvudavrinningsområde. Sjön har en area på 0,0265 kvadratkilometer och ligger 280,3 meter över havet. Gäddtjärn ligger i Myrsjömyrorna Natura 2000-område.